# Mona Lisa
Mona Lisa ("Senhora Lisa") também conhecida como A Gioconda (em italiano:  La Gioconda, "a sorridente"; em francês, La Joconde) ou ainda Mona Lisa del Giocondo ("Senhora Lisa esposa de Giocondo") é a mais notável e conhecida obra de Leonardo da Vinci, um dos mais eminentes homens do Renascimento italiano. 
Sua pintura foi iniciada em 1503 (terminando-a três ou quatro anos mais tarde) e é nesta obra que o artista melhor concebeu a técnica do sfumato. O quadro representa uma mulher com uma expressão introspectiva e um pouco tímida. O seu sorriso restrito é muito sedutor, mesmo que um pouco conservador. O seu corpo representa o padrão de beleza da mulher na época de Leonardo. Este quadro é provavelmente o retrato mais famoso na história da arte, senão o quadro mais famoso e valioso de todo o mundo. Poucos outros trabalhos de arte são tão controversos, questionados, valiosos, elogiados, comemorados ou reproduzidos.
Muitos historiadores da arte acreditam que a reverência de Leonardo da Vinci pela Mona Lisa nada tinha a ver com sua maestria artística; segundo muitos, devia-se a algo muito mais profundo: uma mensagem oculta nas camadas da pintura. A linha do horizonte à esquerda encontra-se num nível visivelmente mais baixo que a da direita, fazendo com que a Mona Lisa pareça muito maior vista da esquerda que da direita. Historicamente, os conceitos de masculino e feminino estão ligados aos lados — o esquerdo é feminino, o direito é o masculino.
A pintura a óleo sobre madeira de álamo encontra-se exposta no Museu do Louvre, em Paris, e é uma das suas maiores atrações.

## História

### Criação e data
Entre as obras de Leonardo da Vinci, a Mona Lisa é o único retrato cuja autenticidade nunca foi seriamente questionada, e uma das quatro obras — as outras sendo São Jerônimo no Deserto, Adoração dos Magos e A Última Ceia — cuja atribuição evitou controvérsias. Ele já havia começado a trabalhar em um retrato de Lisa del Giocondo, a modelo da Mona Lisa, em outubro de 1503. Acredita-se que a Mona Lisa tenha sido iniciada em 1503 ou 1504, em Florença. Embora o Louvre afirme que ela foi "sem dúvida pintada entre 1503 e 1506", o historiador da arte Martin Kemp diz que há dificuldades em confirmar essas datas com certeza. Alessandro Vezzosi acredita que a pintura é característica do estilo de Leonardo nos últimos anos de sua vida, após 1513. Outros estudiosos argumentam que, com base na documentação histórica, Leonardo teria pintado a obra a partir de 1513. Segundo Vasari, "depois de ter se demorado sobre ela por quatro anos, [ele] a deixou inacabada". Em 1516, Leonardo foi convidado pelo rei Francisco I da França para trabalhar no Château Clos Lucé próximo ao Château d'Amboise; acredita-se que ele levou a Mona Lisa consigo e continuou a trabalhar nela após mudar-se para lá. A historiadora da arte Carmen C. Bambach concluiu que Leonardo provavelmente continuou refinando a obra até 1516 ou 1517. A mão direita de Leonardo estava paralisada por volta de 1517, o que pode indicar por que ele deixou a Mona Lisa inacabada.

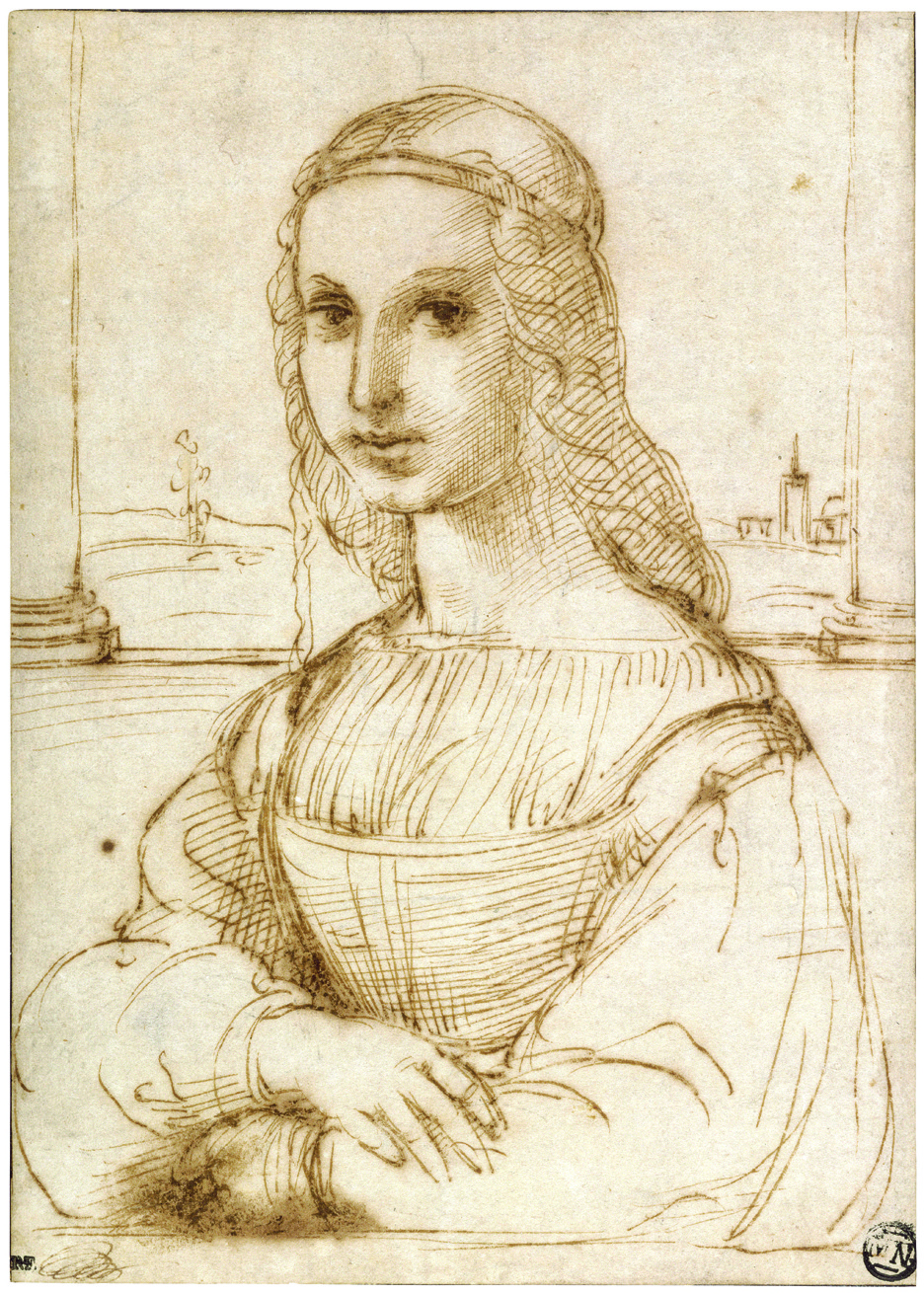
Desenho de Rafael (c. 1505), baseado em Leonardo; hoje no Louvre junto com a Mona Lisa

 Aproximadamente em 1505, Rafael executou um esboço em pena e tinta, no qual as colunas que flanqueiam a figura estão mais evidentes. Especialistas concordam universalmente que ele foi baseado no retrato de Leonardo. Outras cópias posteriores da Mona Lisa, como as do Museu Nacional de Arte, Arquitetura e Design e do Museu de Arte Walters, também exibem grandes colunas laterais. Como resultado, pensava-se que a Mona Lisa havia sido cortada. Em 1993, Frank Zöllner observou que a superfície da pintura nunca havia sido cortada; isso foi confirmado por uma série de testes em 2004. Diante disso, Vincent Delieuvin, curador de pintura italiana do século XVI no Louvre, afirma que o esboço e essas outras cópias devem ter sido inspirados por outra versão, enquanto Zöllner afirma que o esboço pode ter sido feito a partir de outro retrato de Leonardo com o mesmo tema.
O registro de uma visita em outubro de 1517 feita por Louis d'Aragon afirma que a Mona Lisa foi executada para o falecido Juliano de Médici, protetor de Leonardo, entre 1513 e 1516; isso provavelmente foi um erro. Segundo Vasari, a pintura foi criada para o marido da modelo, Francesco del Giocondo. Diversos especialistas argumentaram que Leonardo fez duas versões (devido à incerteza quanto à datação e ao comitente, bem como ao destino da obra após a morte de Leonardo em 1519, e à diferença de detalhes no esboço de Rafael — o que pode ser explicado pela possibilidade de ele ter feito o esboço de memória). O hipotético primeiro retrato, com colunas proeminentes, teria sido encomendado por Giocondo por volta de 1503, e deixado inacabado na posse do pupilo e assistente de Leonardo, Salaì, até sua morte em 1524. O segundo, encomendado por Juliano de Médici por volta de 1513, teria sido vendido por Salaì a Francisco I em 1518, e é o que está hoje no Louvre. Outros acreditam que houve apenas uma verdadeira Mona Lisa, mas divergem quanto aos dois destinos mencionados. Em algum momento do século XVI, um verniz foi aplicado à pintura. Ela foi mantida no Palácio de Fontainebleau até que Luís XIV a transferiu para o Palácio de Versalhes, onde permaneceu até a Revolução Francesa. Em 1797, ela passou a ser exibida permanentemente no Louvre.

### Refúgio, roubo e vandalismo

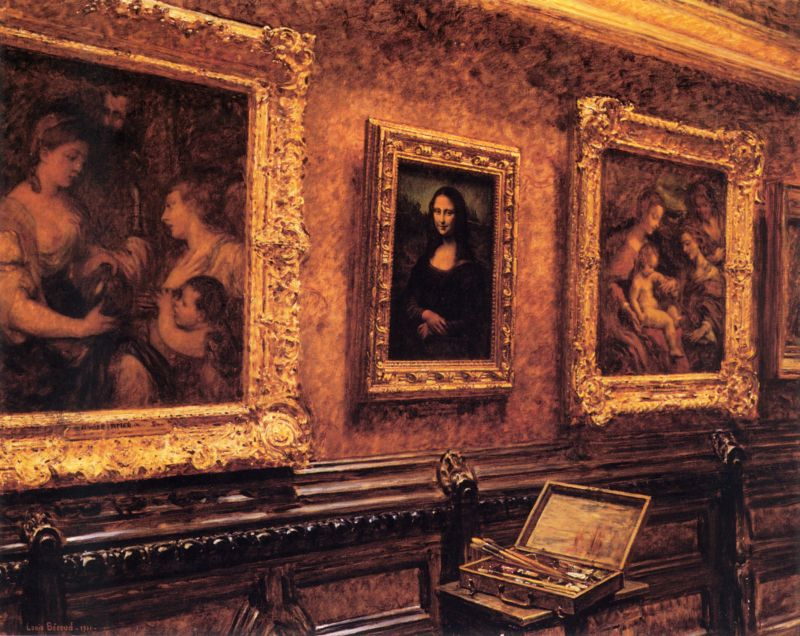
Pintura de Louis Béroud de 1911 retratando a Mona Lisa exposta no Louvre antes do roubo, que Béroud descobriu e relatou aos guardas

Após a Revolução Francesa, a pintura foi transferida para o Louvre, mas passou um breve período no quarto de Napoleão no Palácio das Tulherias. Embora a Mona Lisa não fosse amplamente conhecida fora do mundo da arte, na década de 1860, parte da intelligentsia francesa começou a saudá-la como uma obra-prima da pintura renascentista. Durante a Guerra Franco-Prussiana (1870–1871), a pintura foi transferida do Louvre para o Arsenal de Brest.
Em 1911, a pintura ainda não era popular entre o público leigo. Em 21 de agosto de 1911, a pintura foi roubada do Louvre. A ausência da pintura foi relatada pela primeira vez no dia seguinte pelo pintor Louis Béroud. Após alguma confusão sobre se a obra estava sendo fotografada em outro local, o Louvre foi fechado por uma semana para investigação. O poeta francês Guillaume Apollinaire foi considerado suspeito, chegando mesmo a ser preso. Apollinaire implicou seu amigo Pablo Picasso, que também foi interrogado. Ambos foram posteriormente inocentados. O verdadeiro culpado foi o funcionário do Louvre Vincenzo Peruggia, que havia ajudado a construir a vitrine da pintura. Ele realizou o roubo entrando no museu durante o horário normal, escondendo-se em um armário de limpeza e saindo com a pintura escondida sob o casaco após o fechamento do museu.

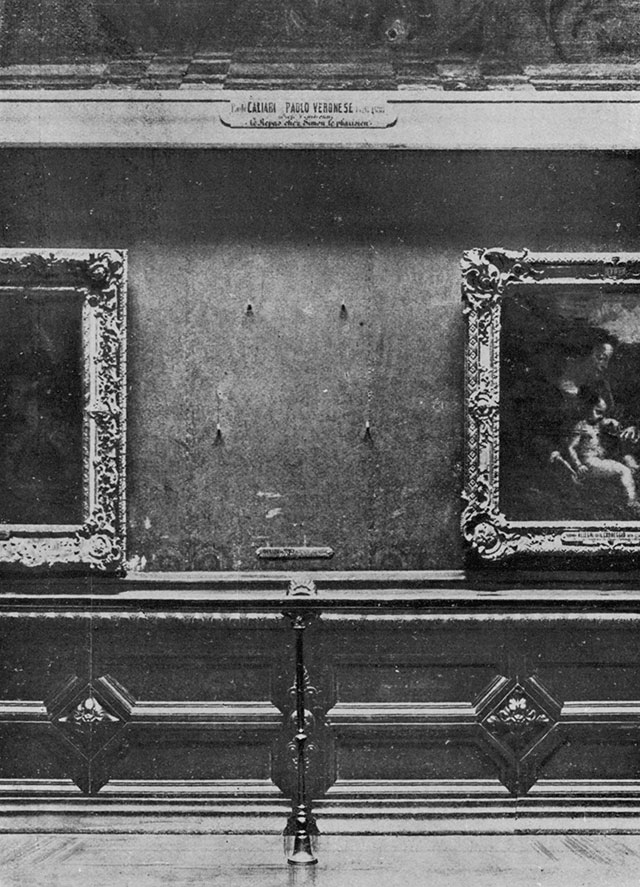
Foto da parede do Louvre onde se encontrava o quadro em 1911, pouco após ter sido roubado

Peruggia era um patriota italiano que acreditava que a pintura de Leonardo deveria ter sido devolvida a um museu italiano. Peruggia pode ter sido motivado por um associado cujas cópias da obra original aumentariam significativamente de valor após o roubo da pintura. Após manter a Mona Lisa em seu apartamento por dois anos, Peruggia ficou impaciente e foi capturado ao tentar vendê-la para Giovanni Poggi, diretor da Galeria Uffizi em Florença. A obra foi exibida na Galeria Uffizi por mais de duas semanas e devolvida ao Louvre em 4 de janeiro de 1914. Peruggia cumpriu seis meses de prisão pelo crime e foi saudado como patriota na Itália. Um ano após o roubo, o jornalista da Saturday Evening Post Karl Decker escreveu que conheceu um suposto cúmplice chamado Eduardo de Valfierno, que alegou ter sido o mentor do roubo. O falsificador Yves Chaudron teria criado seis cópias da pintura para vender nos Estados Unidos enquanto escondia a localização da original. Decker publicou esse relato do roubo em 1932.
Durante a Segunda Guerra Mundial, a pintura foi novamente retirada do Louvre e levada primeiro ao Château d'Amboise, depois à Abadia de Loc-Dieu e ao Château de Chambord, e por fim ao Museu Ingres em Montauban. Desde a década de 1990, a pintura foi temporariamente movida em três ocasiões para acomodar reformas no Louvre: entre 1992 e 1995, de 2001 a 2005, e novamente em 2019. Um novo sistema de filas introduzido em 2019 reduziu o tempo de espera dos visitantes do museu para ver a pintura. Após passar pela fila, cada grupo tem cerca de 30 segundos para observar a obra.
Em 1956, um homem jogou ácido sobre ela, danificando parte inferior da obra; o processo de restauração foi demorado. No mesmo ano, um boliviano jogou uma pedra contra a obra, estragando parte da sombra no olho esquerdo da musa de Da Vinci, sombra esta que é comumente confundida com uma sobrancelha, porção de pelos que a Mona Lisa não tem.
Em 2 de agosto de 2009, uma mulher russa jogou uma xícara vazia de café contra o quadro. A pintura não foi danificada, pois a xícara quebrou na proteção de vidro à prova de balas que existe antes do painel. Segundo as autoridades, a mulher só fez isso porque estava indignada após não conseguir a cidadania francesa. A russa foi presa imediatamente.
Em 28 de janeiro de 2024, as duas ativistas ambientais da organização francesa Riposte Alimentaire atiraram sopa no vidro blindado que protege a pintura. Elas foram retiradas pelos seguranças no museu. A organização francesa emitiu um comunicado dizendo que o protesto procurava destacar a necessidade de proteger o ambiente e as fontes de alimentos.

## Identidade do modelo
Muitos historiadores da arte acreditam que o modelo usado para a pintura pode ter sido a esposa de Francesco del Giocondo, um rico comerciante de seda de Florença e uma figura proeminente no governo fiorentino. Acredita-se também que estes eram vizinhos de Leonardo Da Vinci. Esta opinião fundamenta-se numa indicação feita por Da Vinci durante os últimos anos de sua vida, a propósito de um retrato de uma determinada senhora florentina feita da vida ao pedido do magnífico Juliano de Médici. O primeiro biógrafo de Da Vinci, Vasari, também pintor, descreve o retrato como sendo o de Mona Lisa, esposa do cavalheiro florentino Francesco del Giocondo.

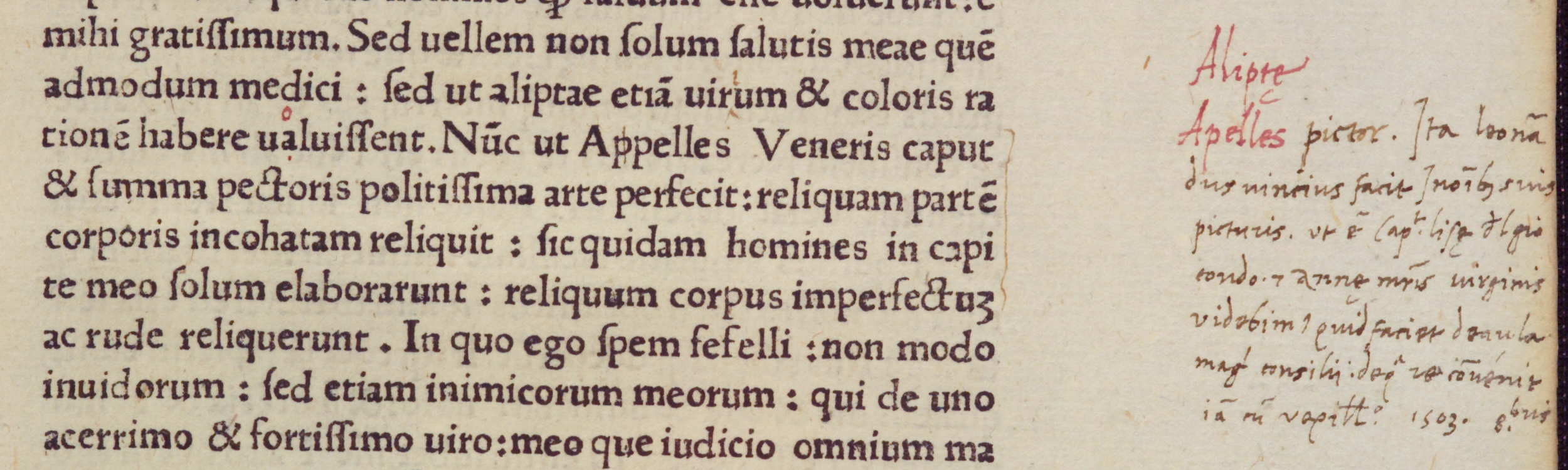
As notas de Agostino Vespucci na Biblioteca da Universidade de Heidelberg

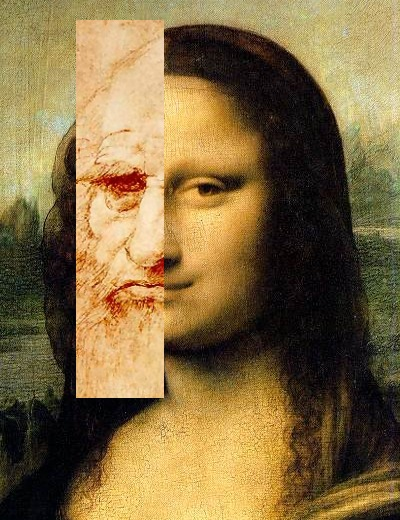
Comparação feita com a composição do auto-retrato de Leonardo da Vinci e a pintura de Mona Lisa

Em 2008, essa hipótese era a mais aceita, sendo, inclusive, respaldada por cientistas da Universidade de Heidelberg, na Alemanha, que afirmam terem encontrado um documento com clara referência a um retrato que estaria sendo realizado por Leonardo, identificando a modelo como Lisa del Giocondo, mulher de um comerciante florentino, Francesco del Giocondo. O documento possui notas escritas por Agostino Vespucci de 1503, encontradas na biblioteca da Universidade de Heidelberg. Descobriu-se também que Lisa tinha sido mãe recentemente, e o retrato foi feito um pouco em comemoração da recente maternidade.
Porém pouca coisa se sabe da vida de Giocondo e muito menos da história de sua mulher, Lisa Gherardini, nascida em 1479. Sabe-se que casaram em 1495, mas do fato não há nenhuma prova que poderia ter sido a senhora de um Medici, a mulher que Da Vinci referenciou. O título alternativo ao trabalho, La Gioconda, aparece apenas pela primeira vez num texto escrito mais tarde, em 1625, que se refere ao trabalho como um retrato de uma determinada Gioconda. Esta referência não contradiz nem suporta a hipótese de o modelo ser a mulher de Giocondo, uma vez que em italiano gioconda pode significar uma mulher alegre. A equipe do Conselho Nacional de Pesquisa do Canadá fez um estudo do quadro, por meio de scanners e lasers, e puderam projetar uma imagem em 3D com as várias camadas de pintura utilizada. A técnica revelou que a mulher do quadro usava um véu típico de mulheres grávidas do século XVI, o que poderia indiciar tanto que ela estava grávida, ou então havia dado à luz há pouco tempo.
Há estudiosos que pensam que o assunto da pintura é a mãe de Leonardo Caterina (1427–1495). , cientista dos Laboratórios Bell, sugere que a Mona Lisa é na verdade um autorretrato de Leonardo, porém, vestido de mulher. Esta teoria baseia-se no estudo da análise digital das características faciais do rosto de Leonardo e os traços do modelo. Comparando um possível auto retrato de Leonardo com a mulher do quadro, verifica-se que as características dos rostos alinham perfeitamente. Os críticos desta teoria sugerem que as similaridades são devidas ao facto de ambos os retratos terem sido pintados pela mesma pessoa usando o mesmo estilo.
A historiadora Maike Vogt-Lüerssen, de Adelaide sugeriu, após ter pesquisado o assunto por 17 anos, que a mulher por trás do sorriso famoso é Isabel de Aragão, Duquesa de Milão, para quem Leonardo da Vinci trabalhou como pintor da corte durante 11 anos. O padrão do vestido verde escuro de Mona Lisa indica, segundo este estudioso, que o modelo é um membro da casa de Visconti-Sforza. O retrato de Mona Lisa terá sido o primeiro retrato oficial da nova Duquesa de Milão e pintado no inverno ou verão de 1489. O autor compara cerca de 50 retratos de Isabel de Aragão, representada como a Virgem ou Santa Catarina de Alexandria (nos quais só a própria duquesa poderia servir de modelo), e conclui que a semelhança com a Mona Lisa é evidente..

## Estética
A Mona Lisa determinou um padrão para retratos futuros. O enquadramento apresenta o seu modelo visto em meio corpo, com uma paisagem distante como plano de fundo. Leonardo usou uma composição baseada na pirâmide, mesmo estrutura usada em A Virgem dos Rochedos. A mãos dobradas encontram-se no centro da base piramidal, refletindo a mesma luz que lhe ilumina o regaço, pescoço e face. Esta luminosidade estudada dá às superfícies vivas uma geometria subjacente de esferas e círculos, que acentua o arco de seu sorriso famoso. Sigmund Freud interpretou 'o sorriso' como uma atração erótica subjacente de Leonardo para sua mãe; outros descreveram o sorriso como inocente, convidativo, triste ou mesmo lascivo. Os sorrisos de interpretação dúbia eram uma característica comum dos retratos durante o tempo de Leonardo.

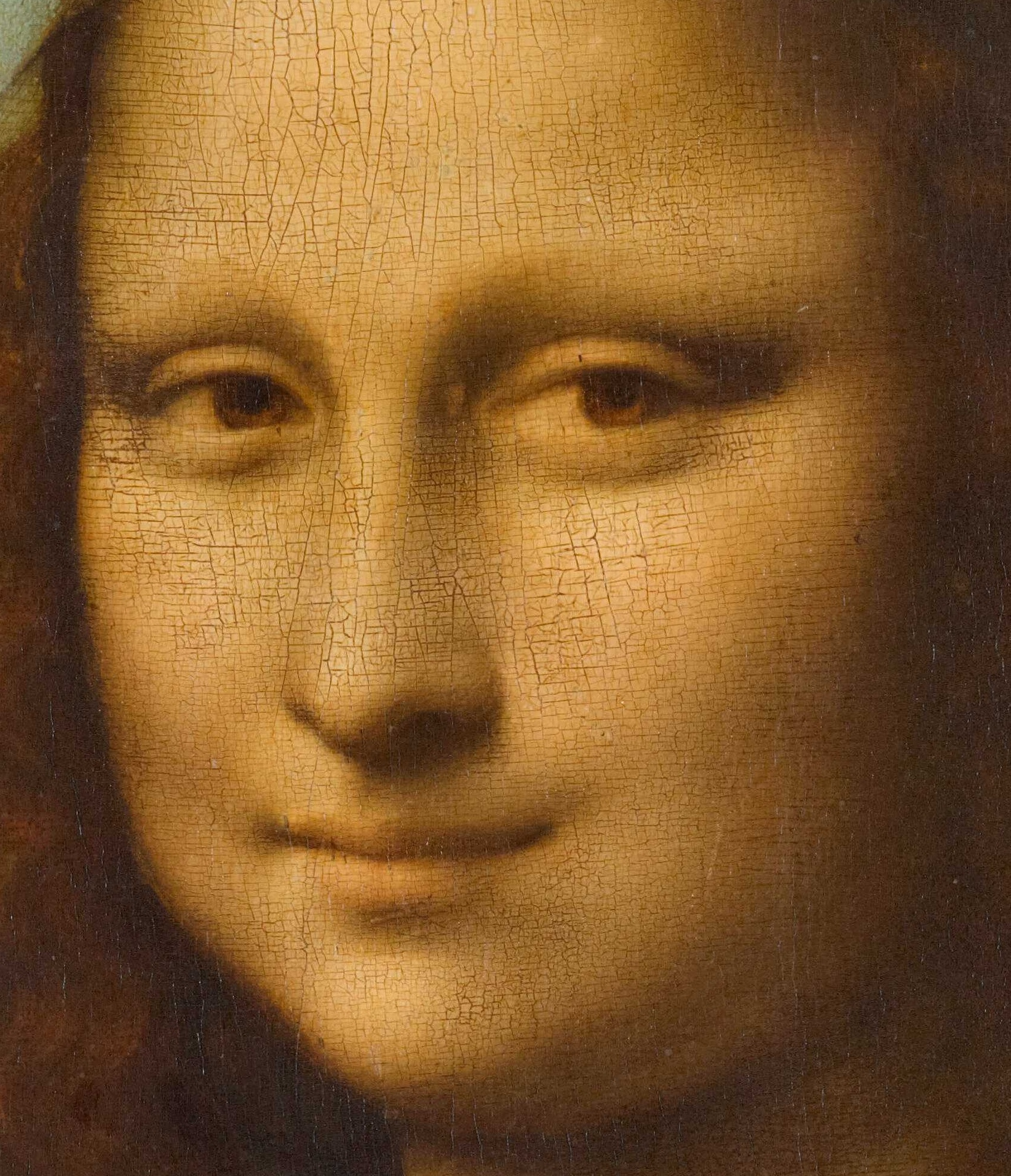
Detalhe da face, mostrando o efeito subtil do sfumato, particularmente nas sombras em torno dos olhos

Muitos investigadores tentaram explicar por que o sorriso é de forma tão diferente para diferentes culturas. As explicações são diversas e variam desde teorias científicas sobre a visão humana a suposições sobre a identidade de Mona Lisa e seus sentimentos. A professora Margaret Livingstone da Universidade de Harvard arguiu que a perceção do sorriso é adquirida através de frequências visuais baixas, o que torna visível através da visão periférica. Christopher Tyler e Leonid Kontsevich do Instituto Smith-Kettlewell para a Investigação do Olho (São Francisco) acreditam que a natureza em mudança do sorriso é causada por níveis variáveis do ruído aleatório no sistema visual humano. O historiador Maike Vogt-Lüerssen discute que Isabel de Aragão (considerada como modelo) era infeliz porque o seu marido era alegadamente impotente, alcoólatra e propenso à agressão física. Isabel descreveu-se como A mais infeliz esposa do mundo.
Um algoritmo de computador desenvolvido na Holanda pela Universidade de Amsterdã, em colaboração com a Universidade de Illinois nos Estados Unidos, descreveu o sorriso de Mona Lisa como uma mulher 83% feliz, 9% enjoada, 6% atemorizada e 2% incomodada
Embora utilizando uma fórmula aparentemente simples, a síntese expressiva que Leonardo conseguiu entre modelo e paisagem tornou este trabalho uma das mais populares e analisadas pinturas de todos os tempos. As curvas sensuais do cabelo e da roupa da mulher, criadas completamente através de sfumato, encontram eco nos rios ondulantes da paisagem subjacente. A harmonia total conseguida no quadro, visível especialmente no sorriso, reflete a unidade entre Natureza e Humanidade que era parte importante da filosofia pessoal de Leonardo.
Em segundo plano, a paisagem estende-se às montanhas geladas e inclui caminhos ondulantes e uma ponte que dão indicação de presença humana. Os contornos desfocados, a figura graciosa, os contrastes dramáticos entre claro e escuro que se traduzem em serenidade são característicos do estilo de Leonardo. A pintura foi um dos primeiros retratos a descrever o modelo no seio de uma paisagem imaginária. Uma característica interessante da paisagem é a sua desigualdade. À esquerda da figura, a paisagem é visivelmente mais baixa do que à direita. Isto levou alguns críticos a sugerir que este elemento foi adicionado mais tarde.
A pintura foi restaurada numerosas vezes. Exames de raios X mostraram que há três versões escondidas sob a actual. O revestimento em madeira mostra sinais de deterioração numa taxa mais elevada do que se pensou previamente, causando preocupação dos curadores do museu sobre o futuro da pintura.

## Expressividade do modelo

### O sorriso

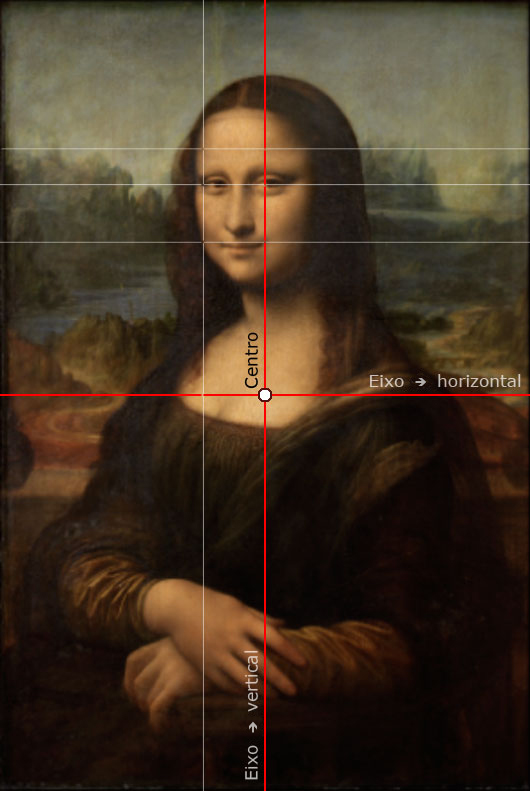
As linhas vermelhas representam os eixos vertical e horizontal. As linhas brancas são divisões áureas. Os olhos estão posicionados nessa estrutura geométrica.

A última análise à enigmática Mona Lisa confirma que a personagem desenhada por Leonardo da Vinci está feliz. O quadro foi interpretado por um computador da Universidade de Amsterdão, recorrendo a software apropriado para reconhecimento de emoções.
De acordo com esta análise, Mona Lisa estava 83% feliz, 9% angustiada, 6% assustada e 2% chateada. As conclusões da investigação vão agora ser publicadas na próxima edição da revista New Scientist.
O computador cruzou variantes como a curvatura dos lábios e as rugas em torno dos olhos, para chegar a este "veredicto". O projeto foi conduzido conjuntamente com alguns pesquisadores da Universidade norte-americana de Illinois, que ajudaram na construção de uma base de dados de rostos de mulheres jovens com expressão "neutra", que serviu de apoio ao software. O programa recorre, na fase de análise, a este standard da base de dados para fazer comparações.
O quadro de Mona Lisa, pintado entre 1503 e 1506, tem intrigado a comunidade científica e artística ao longo dos tempos. Em 2003, uma teoria apresentada na Universidade de Harvard, defendia que o enigmático sorriso associado a este quadro era apenas aparente e visível a partir de determinados ângulos da pintura. No entanto, a especulação em relação à história desta famosa pintura continua e por certo não vai terminar nesta análise.

### O olhar
Análises geométricas mostram que a grade estrutural da pintura obedece a rígidas divisões, as quais situam os olhos da figura no eixo que parte do centro horizontal e nas subdivisões áureas ali existentes. Como consequência dessa composição, o olhar de Mona Lisa parece acompanhar quem a observa, se as pessoas estiverem até 10 graus de ângulo visual no total ou 5 graus para cada lado. Embora o efeito Mona Lisa exista, ele não foi verificado, neste retrato, para ângulos abertos.

## Influência e aspectos culturais
A Mona Lisa, enquanto quadro mais famoso do mundo, adquiriu um estatuto de ícone cultural. São numerosas as suas reproduções e utilização na publicidade, objectos do dia a dia e como referência cultural. Algumas incluem:
- Em 1919, o dadaísta Marcel Duchamp pintou sobre uma reprodução barata da Mona Lisa um bigode e uma pêra, e a inscrição L.H.O.O.Q. (que significa Elle a chaud au cul, algo como Ela tem fogo no rabo, em português).[82]

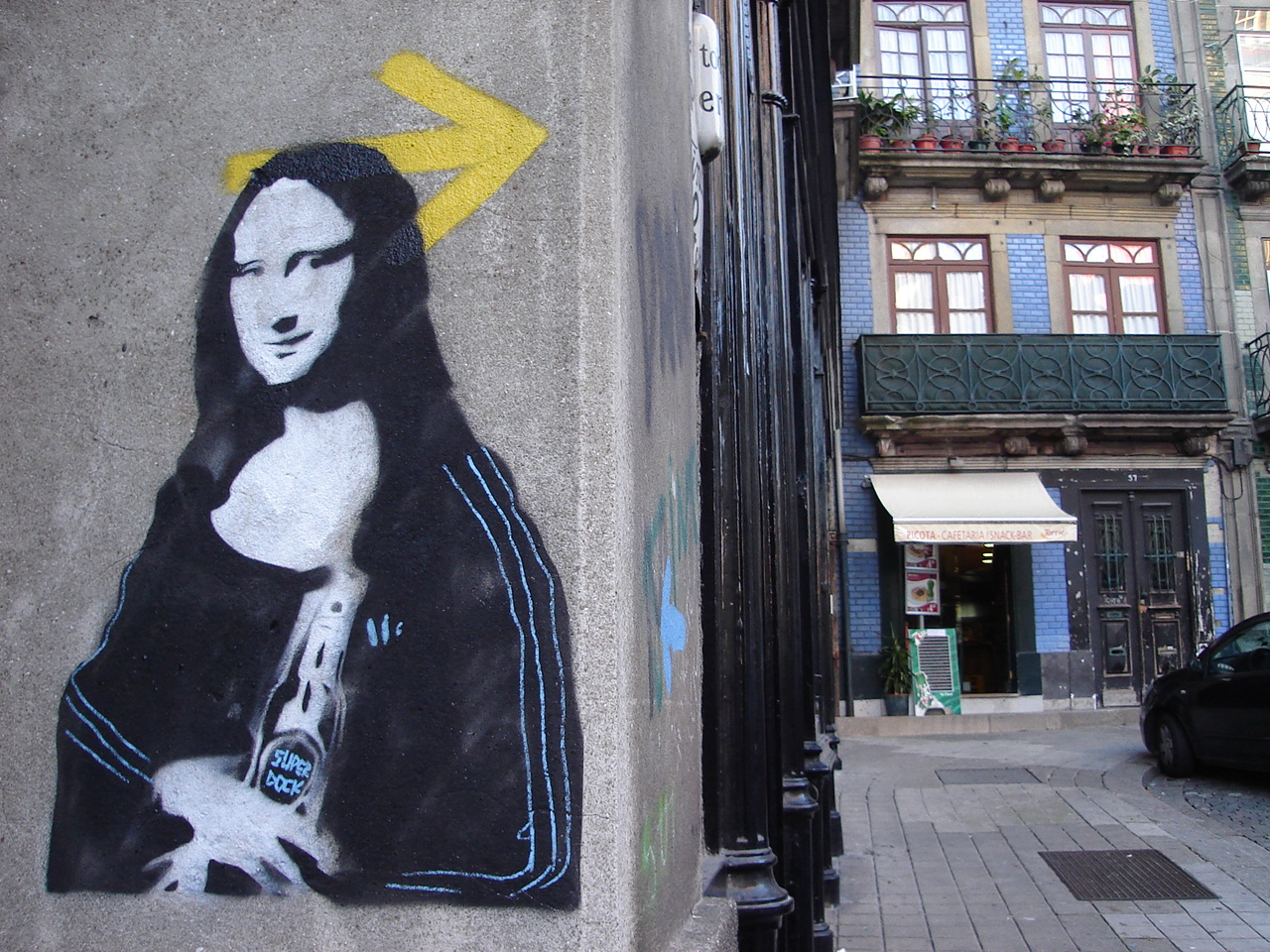
Mona Lisa, graffiti no Porto

- Em 1950, Mona Lisa, uma balada de Nat King Cole em tributo do quadro, foi o single mais vendido durante 8 semanas, atingindo 3 milhões de cópias vendidas e foi premiada com um Oscar para a Melhor canção numa Banda Sonora. Outras canções sobre o quadro são Mona Lisas and Mad Hatters de Elton John (Honky Chateau, 1972), Mona Lisa de Willie Nelson (Somewhere over the Rainbow, 1981), Mona Lisa de Slick Rick (The Great Adventures of Slick Rick, 1988), A Mona Lisa dos Counting Crows (inédita, 1992), "Monalisa" de Jorge Vercillo, 2004 e Mona Lisa de Britney Spears (EP Chaotic, 2006).
- Em 1953, o realizador Roberto Rossellini dirigiu o filme La Gioconda.[83]
- Salvador Dalí, o famoso pintor surrealista espanhol, pintou o Autorretrato como Mona Lisa em 1954.[84]
- Em 1963, Andy Warhol lançou uma série de serigrafias a cores da Mona Lisa, afirmando o seu estatuto de ícone, ao lado de Marilyn Monroe e Elvis Presley.[85]

- O Sorriso de Mona Lisa (2003) é um filme que explora os ideais feministas.[86]
- A pintura detém um papel central no livro best seller O Código da Vinci de Dan Brown (2003).[87]
- É muito popular no Brasil uma representação da Mônica (principal personagem da turma da Mônica) igual à Mona Lisa.[88]
- A tela Gioventù, de Eliseu Visconti, é considerada por muitos críticos como a Mona Lisa brasileira.[89][90]